# Dantian
De acuerdo con la medicina tradicional china, dantian (en chino: 丹田; en pinyin: dāntián, en japonés: hara), también conocido como dan tian, dantien, tantien o tan tien, es un punto en el cuerpo en donde se almacena y nutre la energía qì. Los dantian son puntos focales importantes en tradiciones orientales como las de la alquimia interna taoísta (neidan), el chi kung, el kung-fu, el shiatsu y el taichí. Los practicantes de las tradiciones anteriores cultivan y protegen la formación y circulación adecuadas de las energías dantian para restaurar y promover la salud y el bienestar. Se consideran centros energéticos similares a los chakras de la doctrina hinduista.

## Etimología y origen
La palabra en chino dantian se compone de dos palabras y significa 'campo del elixir':
- Dān (丹) significa 'elixir' o 'cinabrio',[nota 1] y pictográficamente simboliza un pozo.[10]
- Tián ( 田 ) significa 'campo de cultivo' y pictográficamente simboliza un campo de arroz subdividido.[12]

### Origen
Los centros de energía dantian son mencionados por primera vez en el Laozi ming (Inscripción a Lao-Tse) escrito por Pian Shao y en el Wangzi Qiao bei (王子喬碑, Stela a Wangzi Qiao) en el año 165 d. C.. Posteriormente, en 330 d. C., son desarrollados en el Baopuzi neipian (抱朴子, Capítulos internos del libro del maestro que abraza la simplicidad).
En el libro Sheshengzongyao (攝生總要, Resumen de la nutrición de la vida), escrito durante la dinastía Ming (1368-1644 d. C.), se menciona el llevar la atención durante la respiración hacia el dantian inferior como parte de una técnica para tratar la eyaculación precoz.
En el Neijing Tu (內經圖, Diagrama de las luces interiores), diagrama del siglo XIX basado en poemas neidan atribuidos a Lü Dongbin, se indican los tres campos del elixir.

## Los tres dantian
Las diferentes escuelas de pensamiento clasifican al dantian de diversas maneras. Normalmente se enfatizan tres dantian:
- Dantian superior (上丹田, shàng dāntián): se localiza en el cerebro, justo detrás del entrecejo. También se le conoce como el 'sedimento fangoso', 'bola fangosa' ( 泥丸, niwan) o 'el palacio de la bola fangosa' (niwan gong). Es en este lugar donde «se transmuta la respiración para convertirla en espíritu».[13][17][18]
- Dantian medio (中丹田, zhōng dāntián): se localiza en el centro del escote entre los pechos. También se le conoce como 'el palacio carmesí' (絳宮, jianggong).[13][17][19][11]
- Dantian inferior (下丹田, xià dāntián): se localiza en el bajo abdomen, alrededor de tres pulgadas por debajo del ombligo y tres pulgadas al interior del cuerpo.[20] También se le conoce como 'la puerta del destino' (命門, mingmen).[13][17][21][22]

Cabe señalar que las ubicaciones de los campos de elixir superior, medio e inferior cambian según el sistema de alquimia que se utilice.

## Respiración Dantian
La respiración Dantian es una técnica de respiración de la tradición Shaolin cuya intención es estimular la circulación de la sangre y de la energía qì. La técnica adopta dos formas: la activa y la pasiva, ambas colocando las manos sobre el dantian inferior. La respiración Dantian activa requiere que las personas mantengan los ojos abiertos, tensen los músculos anales, los músculos del abdomen y los labios al exhalar, y luego se relajen por completo al inhalar, con los ojos cerrados. La respiración pasiva implica llevar la atención al dantien inferior al inhalar mientras que al exhalar se lleva la atención a la nariz.